# آتیلا (بازیکن فوتبال)
آتیلا (پرتغالی: Áttila؛ زادهٔ ۱۶ دسامبر ۱۹۱۰ - درگذشته نامشخص) بازیکن فوتبال اهل برزیل بود.
از باشگاه‌هایی که در آن بازی کرده‌است می‌توان به باشگاه فوتبال آمریکا (ریو دو ژانیرو)، باشگاه فوتبال پادوا، و باشگاه فوتبال بوتافوگو اشاره کرد.
وی همچنین در تیم ملی فوتبال برزیل بازی کرده‌است.